# Encinasola (Huelva)
Encinasola ist ein Ort und eine Gemeinde (municipio) mit 1.260 Einwohnern (Stand: 2024) im Norden der südspanischen Provinz Huelva in der Autonomen Gemeinschaft Andalusien.

## Lage
Encinasola liegt auf einer Anhöhe im westlichen Teil der Sierra Morena knapp 145 km nördlich der Hafenstadt Huelva in einer Höhe von ca. 435 m am Río Múrtigas.
Das Klima im Winter ist gemäßigt, im Sommer dagegen warm bis heiß; die Niederschlagsmengen (ca. 531 mm/Jahr) fallen – mit Ausnahme der nahezu regenlosen Sommermonate – verteilt übers ganze Jahr.

## Bevölkerungsentwicklung
| Jahr      | 1970  | 1980  | 1990  | 2000  | 2010  | 2020  |
| Einwohner | 3.855 | 2.654 | 2.068 | 1.755 | 1.481 | 1.326 |

Der deutliche Bevölkerungsrückgang in der zweiten Hälfte des 20. Jahrhunderts ist im Wesentlichen auf die Mechanisierung der Landwirtschaft und den damit einhergehenden Verlust an Arbeitsplätzen zurückzuführen.

## Sehenswürdigkeiten
- Ruinen von Monte Pedro Gil
- Andreaskirche (Iglesia de San Andrés) aus dem 16. Jahrhundert
- Westgotische Gräber

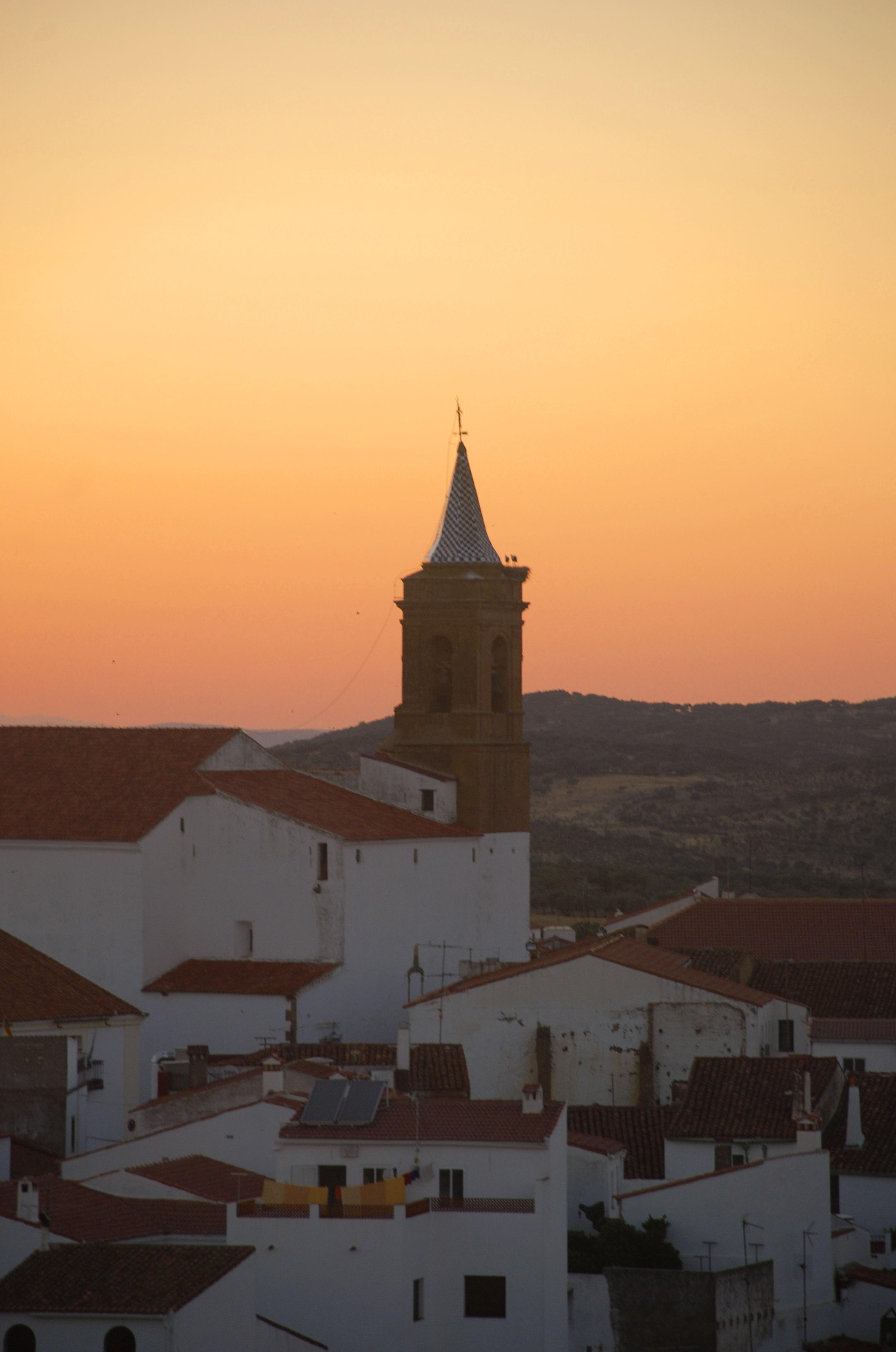
Andreaskirche
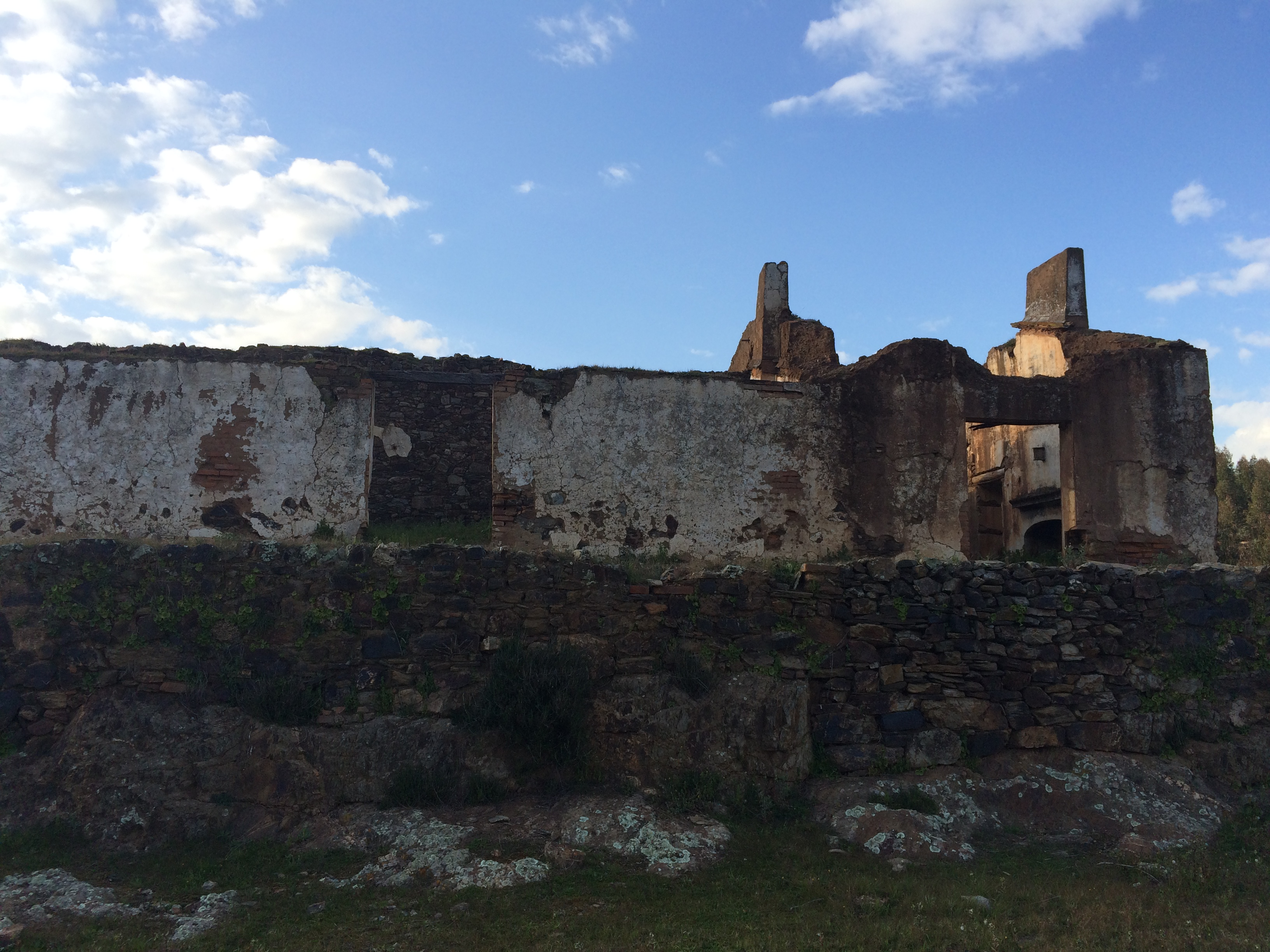
Ruinen von Monte Pedro Gil
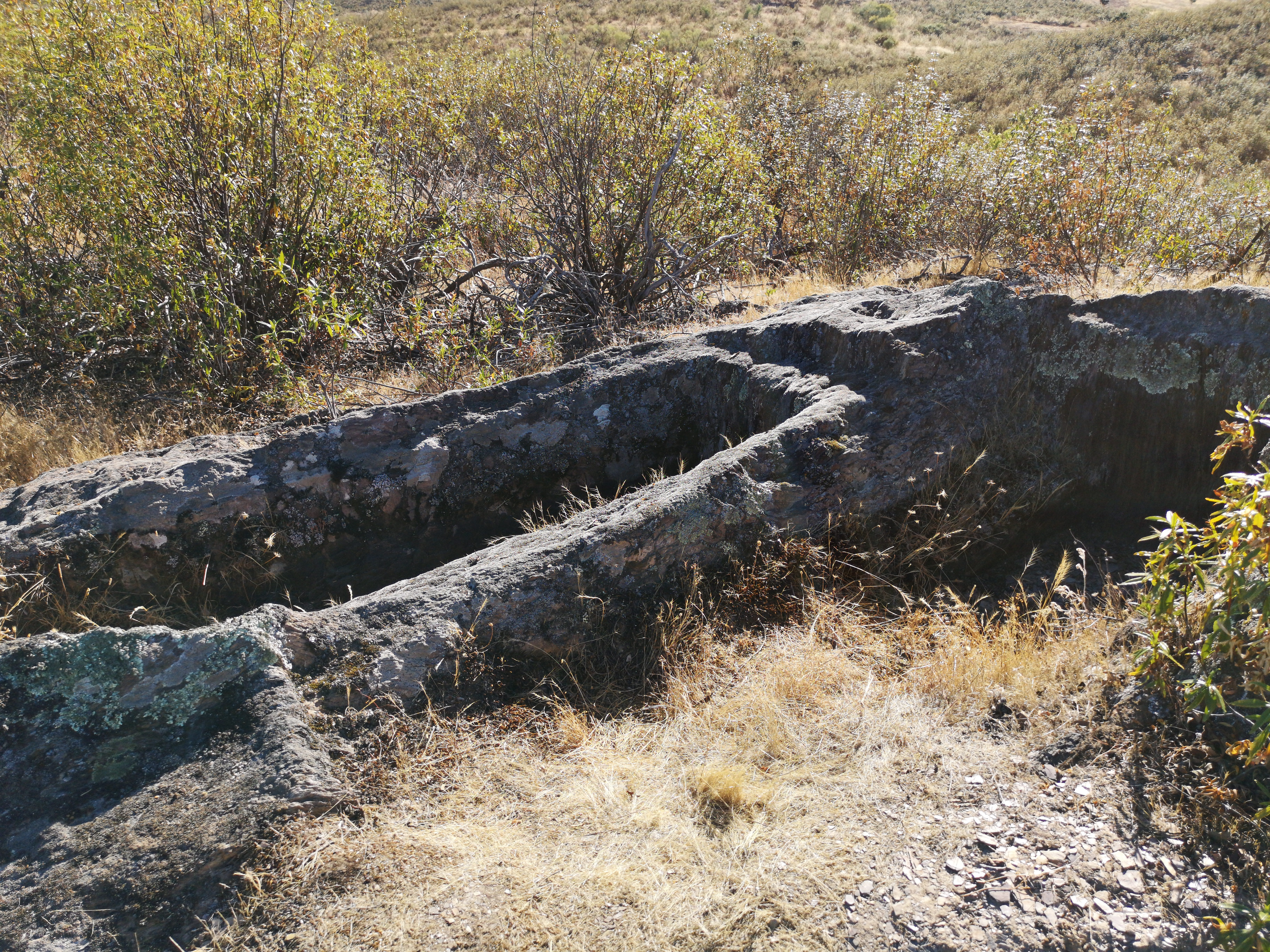
Westgotische Gräber

## Persönlichkeiten
- Alonso de Mora (1555–Sterbedatum unbekannt), Bildhauer
- Juan Gualberto González Bravo (1777–1857), Justizminister Spaniens
- Abel Moreno Gómez (* 1944), Komponist